# Aloïse (pel·lícula)
Aloïse és una pel·lícula dramàtica francesa de 1975 dirigida per Liliane de Kermadec. Va ser inscrita al 28è Festival Internacional de Cinema de Canes.

## Argument
L'artista suïssa malograda Aloïse Corbaz troba feina a la cort del kaiser alemany Guillem II com a institutriu i se n'enamora. En esclatar la Primera Guerra Mundial és repatriada. Mostra símptomes francs de bogeria i és hospitalitzada.

## Repartiment
- Isabelle Huppert - Aloise jove / Aloise de nena
- Delphine Seyrig - Aloïse adulte / Aloïse com a adulta
- Marc Eyraud - El pare d'Aloïse / El pare d'Aloïse
- Michael Lonsdale - El metge director / El segon metge
- Valérie Schoeller - Elise jove / Elise de petita
- Monique Lejeune - Élise adulte / Élise com a adulta
- Julien Guiomar - El director de teatre
- Roger Blin - El professor de cant
- Jacques Debary - l'antic director
- Roland Dubillard - el professor
- Jacques Weber -l'enginyer
- Nita Klein - la cap d'infermera
- Hans Verner - el capellà
- Alice Reichen - 'el micròfon'
- François Chatelet - el sacerdot
- Fernand Guiot - el sacerdot de l'asil

## Premis i distincions
- Césars 1976: Nominació al César a la millor actriu secundària per Isabelle Huppert
- Selecció oficial Festival de Canes
- Selecció oficial del Festival de Venècia